# Bitcevskij Park
La stazione di Bitcevskij Park è una stazione della metropolitana di Mosca inaugurata il 27 febbraio 2014 con il prolungamento della linea 12, la linea Butovskaja; al momento dell'inaugurazione ne è uno dei capolinea.
Lo stesso nome era stato utilizzato anche in passato per quella che è stata poi rinominata Novojasenevskaja, con cui la stazione attuale è collegata e attraverso cui fornisce la possibilità di interscambio con la linea Kalužsko-Rižskaja.